# Roderic D. M. Page
Roderic Dugald Morton Page (nacido en Nueva Zelanda en 1962) biólogo evolutivo de la Universidad de Glasgow, Escocia, y autor de varios libros. Desde 2015 es profesor en la Universidad de Glasgow y fue editor de la revista Systematic Biology hasta finales de 2007. Sus principales intereses son la filogenética, biología evolutiva y bioinformática.

## Educación
Page nació en Auckland y obtuvo un PhD en 1990 de la Universidad de Auckland.

## Carrera e investigación
Page es conocido por su trabajo sobre co-especiación y, en particular, por el desarrollo de software bioinformático como TreeMap, RadCon, y TreeView. Page es coautor con Eddie Holmes de Molecular Evolution: A phylogenetic approach y editor de Tangled trees: phylogeny, cospeciation and coevolution.

### Premios y honores
Recibió la Medalla linneana del bicentenario en 1998.